# Baltička slavlja plesa i pjesme
Baltička slavlja plesa i pjesme su veliki glazbeni festivali koji se svakih pet godina održavaju u Estoniji i Latviji, te svake četiri godine u Litvi. Oni traju po nekoliko dana i mogu okupiti do 40.000 pjevača i plesača.
Većim dijelom, sudionici pripadaju amaterskim zborovima i plessnim skupinama, a njihovi repertoari odražavaju široki spektar glazbenih tradicija baltičkih zemalja, od najstarijih narodnih pjesama do suvremenih skladbi. Njima upravljaju profesionalni dirigenti zborova, glazbenih skupina i plesnih instruktora, a mnogo pjevača i plesača se priprema za njih vježbajući tijekom cijele godine u mnogim lokalnim centrima i kulturnim institucijama. Kao izraz kulture baltičkih naroda, Baltička slavlja plesa i pjesme su proglašena 2003., a 2008. godine upisana na UNESCO-ov popis nematerijalne svjetske baštine u Europi.

## Povijest
Zborsko pjevanje se proširila diljem ruralnih i urbanih područja, potaknuto rastućom popularnosti zborske glazbe, pjevačkih društava i festivala u zapadnoj Europi. Prvo baltičko slavlje pjesme i plesa se odigralo 1869. godine u Estoniji na kojemu su sudjelovali pjevački zborovi ove tri baltičke zemlje, što je ponovljeno 1873. godine u Latviji 1873. god. Litva im se pridružila organizacijom festivala 1924. godine. Nakon Prvog svjetskog rata, kada su ove baltičke zemlje dobile neovisnost od Rusije, ova slavlja su postala izraz baltičkog kulturnog identiteta, zbog čega im je popularnost, ali i broj sudionika, jako porasla. S vremenom su u svakoj od država sagrađene posebne građevine i uređena mjesta isključivo kako bi se mogli ugostiti ovi festivali. Nakon uklapljanja ovih država u Sovjetski Savez, baltička slavlja plesa i pjesme su prilagođena prevladavajućoj komunističkoj ideologiji. Tako su se u pjesmama slavili Lenjin i sovjetske ideje, a tradicionalni repertoar je uglavnom bio zabranjen.
No, od 1987. do 1991. godine pojavio se pokret tzv. „Pjevajuće revolucije” (estonski:  laulev revolutsioon), gdje se upravo ovim repertoarom prkosilo kulturnom totalitarizmu.  Njih su pjevali i sudionici Baltičkog lanca koji je tvorilo oko dva milijuna ljudi koji su se držali za ruke u rasponu od 600 km preko Estonije, Latvije i Litve. Odmah po otcjepljenju ovih država od SSSR-a, sve tri države su poduzele mjere da zaštite ove jedinstvene festivale. Nažalost, zbog ekonomske nesigurnosti zbog društvenih promjena, ali ponajviše zbog egzodusa sela koji je doveo do raspuštanja mnogih lokalnih amaterskih skupina, ovi festivali su opasnosti opadanja raznolikosti i očuvanja tradicija.

## Vanjske poveznice
- Službena stranica Baltičkih festivala u Estoniji (engl.)
- Službena stranica Baltičkih festivala u Litvi (engl.)
- Službena stranica Baltičkih festivala u Latviji[neaktivna poveznica] (engl.)